# Världsmästerskapen i badminton 2010
Världsmästerskapen i badminton 2010 anordnades den 23–29 augusti i Paris, Frankrike. 

## Medaljsummering
| Pl.    | Nation     | Guld | Silver | Brons | Totalt |
| ------ | ---------- | ---- | ------ | ----- | ------ |
| 1      | Kina       | 5    | 3      | 3     | 11     |
| 2      | Indonesien | 0    | 1      | 1     | 2      |
| 3      | Malaysia   | 0    | 1      | 0     | 1      |
| 4      | Taiwan     | 0    | 0      | 2     | 2      |
| 4      | Danmark    | 0    | 0      | 2     | 2      |
| 4      | Sydkorea   | 0    | 0      | 2     | 2      |
| Totalt | Totalt     | 5    | 5      | 10    | 20     |

## Resultat
| Event       | Guld                   | Silver                           | Brons                             |
| Herrsingel  | Chen Jin               | Taufik Hidayat                   | Park Sung-hwan                    |
| Herrsingel  | Chen Jin               | Taufik Hidayat                   | Peter Gade                        |
| Damsingel   | Wang Lin               | Wang Xin                         | Tine Rasmussen                    |
| Damsingel   | Wang Lin               | Wang Xin                         | Wang Shixian                      |
| Herrdubbel  | Cai Yun och Fu Haifeng | Koo Kien Keat och Tan Boon Heong | Guo Zhendong och Xu Chen          |
| Herrdubbel  | Cai Yun och Fu Haifeng | Koo Kien Keat och Tan Boon Heong | Markis Kido och Hendra Setiawan   |
| Damdubbel   | Du Jing och Yu Yang    | Ma Jin och Wang Xiaoli           | Cheng Shu och Zhao Yunlei         |
| Damdubbel   | Du Jing och Yu Yang    | Ma Jin och Wang Xiaoli           | Cheng Wen-hsing och Chien Yu-chin |
| Mixeddubbel | Zheng Bo och Ma Jin    | He Hanbin och Yu Yang            | Ko Sung-hyun och Ha Jung-eun      |
| Mixeddubbel | Zheng Bo och Ma Jin    | He Hanbin och Yu Yang            | Lee Sheng-mu och Chien Yu-chin    |